# Natalia Zabala
Natalia Zabala Arroyo (San Sebastián, 10 maggio 1983) è una modella spagnola, eletta Miss Spagna nel 2007.

## Biografia
Figlia di una Miss Burgos e sorella minore di una finalista di Miss Gipuzkoa nel 1995, Natalia Zabala è stata eletta Miss Gipuzkoa, prima di essere incoronata Miss Spagna 2007. In seguito la Arroyo ha rappresentato la Spagna a Miss Universo 2007 e Miss Mondo 2007, benché in entrambi i concorsi non sia riuscita ad avanzare oltre le semifinali.

## Agenzie
- Louisa Models - Munich
- Fashion Face
- Face Model
- MP Management